# Раннее, раннее утро...
«Раннее, раннее утро…» — советский трёхсерийный телевизионный художественный фильм 1983 года, поставленный режиссёром Валерием Харченко по мотивам повести Валентины Осеевой «Динка».

## Сюжет
Фильм является второй экранизацией повести Валентины Осеевой. Это история дружбы дочери революционера и мальчишки-рабочего в царской России. События происходят в 1910 году в дачном посёлке на берегу Волги, под Самарой, где многое напоминает об атамане Стеньке Разине, о древнем эрзянском народе.
Спасая ужа, Динка едва не тонет в реке. Её спасает некий Лёнька, паренёк с проплывавшей поблизости баржи. Так начинается их дружба. Благодаря Динке мальчику удаётся сбежать от жестокого и жадного отчима Гордея Лукича, хозяина баржи, где Лёнька беспощадно эксплуатировался, подвергался побоям и унижению. Динка помогает своему спасителю как может: помогает ему продать на рынке рыбу, тайком приносит из дома продукты, пытается заработать деньги, исполняя песни под шарманку. Лёнька делится с девочкой и своими тайнами: показывает утёс и пещеру Стеньки Разина, где он прячется от отчима. Поясняет смысл боевого клича атамана «Сарынь на кичку»!
Лёнька знакомится со студентом Степаном, который распространяет листовки и прокламации. Как потом выясняется, печатают листовки в самарской типографии, где работает мать Динки. Смекалка и находчивость Лёньки позволяет избежать Степану суда и тюремного заключения. Степан и Лёнька помогают устроить побег из следственной тюрьмы Александру Арсеньеву, отцу Динки. После этого семья Арсеньевых принимает решение усыновить Лёньку.

## В ролях
| Актёр                | Роль                                          |
| -------------------- | --------------------------------------------- |
| Нина Гомиашвили      | Надежда Арсеньева (Динка)                     |
| Андрей Хренов        | Лёнька                                        |
| Инна Фокина          | Алина                                         |
| Соня Джишкариани     | Мышка (Анжела) , средняя из сестёр Арсеньевых |
| Арчил Гомиашвили     | Гордей Лукич , купец, отчим Лёньки            |
| Александр Михайлов   | Александр Арсеньев                            |
| Клара Белова         | Марина                                        |
| Татьяна Кравченко    | Лиза (в титрах Татьяна Яковлева)              |
| Владимир Антоник     | Костя                                         |
| Евгений Лебедев      | шарманщик                                     |
| Александр Филиппенко | Меркурий                                      |
| Наталья Вилькина     | Полина Крачковская                            |
| Анатолий Калмыков    | Степан                                        |
| Владимир Кашпур      | Петрович                                      |
| Элеонора Ильченко    |                                               |
| Виктор Павловский    | продавец книг                                 |

## Съёмочная группа
- Сценарий — Аркадия Инина и Валерия Харченко
- Постановка — Валерия Харченко
- Оператор-постановщик — Феликс Кефчиян
- Художник-постановщик — Александра Конрадова
- Композиторы — Андрей Леденев, Роман Леденев
- Звукооператор — В. Матусевич